# Langqiao
Langqiao är en köping i östra Kina. Den ligger i Jing härad i staden Xuancheng i provinsen Anhui, omkring 190 kilometer sydost om provinshuvudstaden Hefei. Antalet invånare är 26 156. Befolkningen består av 12 458 kvinnor och 13 698 män. Barn under 15 år utgör 12,0 %, vuxna 15-64 år 73 %, och äldre över 65 år 14,0 %.